# Лисенко Ольга Георгіївна
Ольга Георгіївна Лисенко (10 травня 1941, Київ — 22 березня 2025, Москва) — радянська акторка.

## Біографічні відомості
Дочка режисера Ю. С. Лисенка. Закінчила Всесоюзний державний інститут кінематографії (1965).
З 1966 — актриса Театру-студії кіноактора (Москва).

## Фільмографія
Знялась у фільмах:
- «Чарівна ніч» (1958, Оленка)
- «Зелений фургон» (1959, Маруся)
- «Таврія» (1960, Вустя)
- «Відрядження» (1961)
- «Я купив тата» (1962)
- «Приймаю бій» (1963, Ліза Максимова)
- «Перевірено — мін немає» (1965, Ольга)
- «Бур'ян» (1966, епіз.)
- «Війна під дахами» (1967)
- «Сини йдуть у бій» (1969)
- Ми з Вулканом (1969)
- «В'язні Бомона» (1970, Станіслава)
- «В'язні Бомона» (1970)
- «Життя і смерть дворянина Чертопханова» (1971)
- «Вінок сонетів» (1976)
- «Недільна ніч» (1976)
- «Три веселі зміни» (1977)
- «У профіль і анфас» (1977)
- «Точка відліку» (1979)
- «Візьму твій біль» (1980)
- «Дихання грози» (1982)
- «Осінній подарунок фей» (1984)
- «Червоний цвіт папороті» (1988)
- «На залізниці» (1988)
- «Висока кров» (1989, господиня) та ін.